# Grand Prix Formule 1 van Spanje 2022
De Grand Prix Formule 1 van Spanje 2022 werd verreden op 22 mei op het Circuit de Barcelona-Catalunya nabij Barcelona. Het was de zesde race van het seizoen.

## Vrije trainingen

### Uitslagen
- Enkel de top vijf wordt weergegeven.

| Vrije training 1 | Pos. | Nr. | Coureur          | Constructeur         | Tijd     |
| ---------------- | ---- | --- | ---------------- | -------------------- | -------- |
| Vrije training 1 | 1    | 16  | Charles Leclerc  | Ferrari              | 1:19.828 |
| Vrije training 1 | 2    | 55  | Carlos Sainz jr. | Ferrari              | 1:19.907 |
| Vrije training 1 | 3    | 1   | Max Verstappen   | Red Bull Racing-RBPT | 1:20.164 |
| Vrije training 1 | 4    | 63  | George Russell   | Mercedes             | 1:20.590 |
| Vrije training 1 | 5    | 14  | Fernando Alonso  | Alpine-Renault       | 1:20.768 |
| Vrije training 2 | Pos. | Nr. | Coureur          | Constructeur         | Tijd     |
| Vrije training 2 | 1    | 16  | Charles Leclerc  | Ferrari              | 1:19.670 |
| Vrije training 2 | 2    | 63  | George Russell   | Mercedes             | 1:19.787 |
| Vrije training 2 | 3    | 44  | Lewis Hamilton   | Mercedes             | 1:19.874 |
| Vrije training 2 | 4    | 55  | Carlos Sainz jr. | Ferrari              | 1:19.990 |
| Vrije training 2 | 5    | 1   | Max Verstappen   | Red Bull Racing-RBPT | 1:20.006 |
| Vrije training 3 | Pos. | Nr. | Coureur          | Constructeur         | Tijd     |
| Vrije training 3 | 1    | 16  | Charles Leclerc  | Ferrari              | 1:19.772 |
| Vrije training 3 | 2    | 1   | Max Verstappen   | Red Bull Racing-RBPT | 1:19.844 |
| Vrije training 3 | 3    | 63  | George Russell   | Mercedes             | 1:19.920 |
| Vrije training 3 | 4    | 44  | Lewis Hamilton   | Mercedes             | 1:20.002 |
| Vrije training 3 | 5    | 55  | Carlos Sainz jr. | Ferrari              | 1:20.129 |

Testcoureurs in vrije training 1:

 Robert Kubica (Alfa Romeo-Ferrari) reed in plaats van Zhou Guanyu. Hij reed een tijd van 1:21.975 en werd daarmee dertiende.

 Nyck de Vries (Williams-Mercedes) reed in plaats van Alexander Albon. Hij reed een tijd van 1:22.920 en werd daarmee achttiende.

 Jüri Vips (Red Bull Racing-RBPT) reed in plaats van Sergio Pérez. Hij reed een tijd van 1:24.138 en werd daarmee twintigste.

## Kwalificatie
Charles Leclerc behaalde de dertiende pole position in zijn carrière.
| Pos.                   | Nr. | Coureur          | Constructeur          | Kwalificatietijden | Kwalificatietijden | Kwalificatietijden | Grid |
| Pos.                   | Nr. | Coureur          | Constructeur          | Q1                 | Q2                 | Q3                 | Grid |
| ---------------------- | --- | ---------------- | --------------------- | ------------------ | ------------------ | ------------------ | ---- |
| 1                      | 16  | Charles Leclerc  | Ferrari               | 1:19.861           | 1:19.969           | 1:18.750           | 1    |
| 2                      | 1   | Max Verstappen   | Red Bull Racing-RBPT  | 1:20.091           | 1:19.219           | 1:19.073           | 2    |
| 3                      | 55  | Carlos Sainz jr. | Ferrari               | 1:19.892           | 1:19.453           | 1:19.166           | 3    |
| 4                      | 63  | George Russell   | Mercedes              | 1:20.218           | 1:19.470           | 1:19.393           | 4    |
| 5                      | 11  | Sergio Pérez     | Red Bull Racing-RBPT  | 1:20.447           | 1:19.830           | 1:19.420           | 5    |
| 6                      | 44  | Lewis Hamilton   | Mercedes              | 1:20.252           | 1:19.794           | 1:19.512           | 6    |
| 7                      | 77  | Valtteri Bottas  | Alfa Romeo-Ferrari    | 1:20.355           | 1:20.053           | 1:19.608           | 7    |
| 8                      | 20  | Kevin Magnussen  | Haas-Ferrari          | 1:20.227           | 1:19.810           | 1:19.682           | 8    |
| 9                      | 3   | Daniel Ricciardo | McLaren-Mercedes      | 1:20.549           | 1:20.287           | 1:20.297           | 9    |
| 10                     | 47  | Mick Schumacher  | Haas-Ferrari          | 1:20.683           | 1:20.436           | 1:20.368           | 10   |
| 11                     | 4   | Lando Norris     | McLaren-Mercedes      | 1:20.838           | 1:20.471           |                    | 11   |
| 12                     | 31  | Esteban Ocon     | Alpine-Renault        | 1:20.880           | 1:20.638           |                    | 12   |
| 13                     | 22  | Yuki Tsunoda     | AlphaTauri-RBPT       | 1:20.707           | 1:20.639           |                    | 13   |
| 14                     | 10  | Pierre Gasly     | AlphaTauri-RBPT       | 1:20.719           | 1:20.861           |                    | 14   |
| 15                     | 24  | Zhou Guanyu      | Alfa Romeo-Ferrari    | 1:20.476           | 1:21.094           |                    | 15   |
| 16                     | 5   | Sebastian Vettel | Aston Martin-Mercedes | 1:20.954           |                    |                    | 16   |
| 17                     | 14  | Fernando Alonso  | Alpine-Renault        | 1:21.043           |                    |                    | 20*  |
| 18                     | 18  | Lance Stroll     | Aston Martin-Mercedes | 1:21.418           |                    |                    | 17   |
| 19                     | 23  | Alexander Albon  | Williams-Mercedes     | 1:21.645           |                    |                    | 18   |
| 20                     | 6   | Nicholas Latifi  | Williams-Mercedes     | 1:21.915           |                    |                    | 19   |
| Q1 107% tijd: 1:25.451 |     |                  |                       |                    |                    |                    |      |

* Fernando Alonso moest achteraan de grid starten door een motorwissel.

## Wedstrijd
Max Verstappen behaalde de vierentwintigste Grand Prix-overwinning in zijn carrière.
| Pos.               | Nr. | Coureur          | Constructeur          | Rondes | Tijd / Oorzaak Uitval | Grid | Punten |
| ------------------ | --- | ---------------- | --------------------- | ------ | --------------------- | ---- | ------ |
| 1                  | 1   | Max Verstappen   | Red Bull Racing-RBPT  | 66     | 1:37:20.475           | 2    | 25     |
| 2                  | 11  | Sergio Pérez     | Red Bull Racing-RBPT  | 66     | +13.072               | 5    | 19S    |
| 3                  | 63  | George Russell   | Mercedes              | 66     | +32.927               | 4    | 15     |
| 4                  | 55  | Carlos Sainz jr. | Ferrari               | 66     | +45.208               | 3    | 12     |
| 5                  | 44  | Lewis Hamilton   | Mercedes              | 66     | +54.534               | 6    | 10     |
| 6                  | 77  | Valtteri Bottas  | Alfa Romeo-Ferrari    | 66     | +59.976               | 7    | 8      |
| 7                  | 31  | Esteban Ocon     | Alpine-Renault        | 66     | +1:15.397             | 12   | 6      |
| 8                  | 4   | Lando Norris     | McLaren-Mercedes      | 66     | +1:23.235             | 11   | 4      |
| 9                  | 14  | Fernando Alonso  | Alpine-Renault        | 65     | + 1 ronde             | 20   | 2      |
| 10                 | 22  | Yuki Tsunoda     | AlphaTauri-RBPT       | 65     | + 1 ronde             | 13   | 1      |
| 11                 | 5   | Sebastian Vettel | Aston Martin-Mercedes | 65     | + 1 ronde             | 16   |        |
| 12                 | 3   | Daniel Ricciardo | McLaren-Mercedes      | 65     | + 1 ronde             | 9    |        |
| 13                 | 10  | Pierre Gasly     | AlphaTauri-RBPT       | 65     | + 1 ronde             | 14   |        |
| 14                 | 47  | Mick Schumacher  | Haas-Ferrari          | 65     | + 1 ronde             | 10   |        |
| 15                 | 18  | Lance Stroll     | Aston Martin-Mercedes | 65     | + 1 ronde             | 18   |        |
| 16                 | 6   | Nicholas Latifi  | Williams-Mercedes     | 64     | + 2 rondes            | 19   |        |
| 17                 | 20  | Kevin Magnussen  | Haas-Ferrari          | 64     | + 2 rondes            | 8    |        |
| 18                 | 23  | Alexander Albon  | Williams-Mercedes     | 64     | + 2 rondes *          | 18   |        |
| DNF                | 24  | Zhou Guanyu      | Alfa Romeo-Ferrari    | 29     | Motor                 | 15   |        |
| DNF                | 16  | Charles Leclerc  | Ferrari               | 26     | Motor                 | 1    |        |
| Bron: formula1.com |     |                  |                       |        |                       |      |        |

S Sergio Pérez reed voor de achtste keer in zijn carrière een snelste ronde en behaalde hiermee een extra punt.

* Alexander Albon kreeg een tijdstraf van vijf seconden (en één strafpunt op zijn licentie) voor het behalen van voordeel door meerdere malen buiten de baan te rijden.

## Tussenstanden wereldkampioenschap
Betreft tussenstanden voor het wereldkampioenschap na afloop van de race.

### Coureurs
| Pos. | Nr. | Coureur          | Constructeur         | Punten |
| ---- | --- | ---------------- | -------------------- | ------ |
| 1    | 1   | Max Verstappen   | Red Bull Racing-RBPT | 110    |
| 2    | 16  | Charles Leclerc  | Ferrari              | 104    |
| 3    | 11  | Sergio Pérez     | Red Bull Racing-RBPT | 85     |
| 4    | 63  | George Russell   | Mercedes             | 74     |
| 5    | 55  | Carlos Sainz jr. | Ferrari              | 65     |
| 6    | 44  | Lewis Hamilton   | Mercedes             | 46     |
| 7    | 4   | Lando Norris     | McLaren-Mercedes     | 39     |
| 8    | 77  | Valtteri Bottas  | Alfa Romeo-Ferrari   | 38     |
| 9    | 31  | Esteban Ocon     | Alpine-Renault       | 30     |
| 10   | 20  | Kevin Magnussen  | Haas-Ferrari         | 15     |

### Constructeurs
| Pos. | Constructeur          | Punten |
| ---- | --------------------- | ------ |
| 1    | Red Bull Racing-RBPT  | 195    |
| 2    | Ferrari               | 169    |
| 3    | Mercedes              | 120    |
| 4    | McLaren-Mercedes      | 50     |
| 5    | Alfa Romeo-Ferrari    | 39     |
| 6    | Alpine-Renault        | 34     |
| 7    | AlphaTauri-RBPT       | 17     |
| 8    | Haas-Ferrari          | 15     |
| 9    | Aston Martin-Mercedes | 6      |
| 10   | Williams-Mercedes     | 3      |